# Bournonit
Bournonit – minerał z gromady siarkosoli, rzadki, rozpowszechniony tylko w niektórych regionach ziemi.
Nazwa pochodzi od nazwiska francuskiego mineraloga J. L. de Bournona (1751-1825), który jako pierwszy zidentyfikował ten minerał.

## Charakterystyka

### Właściwości
Tworzy kryształy tabliczkowe, krótkosłupowe, często występują zbliźniaczenia; jego wielokrotne zbliźniaczenia przypominają czasami „koła zębate”. Występuje w skupieniach zbitych i ziarnistych. Jest kruchy, nieprzezroczysty, często zawiera domieszki takie jak: srebro rodzime, cynk, żelazo, arsen, mangan, nikiel.

### Występowanie
Stanowi składnik średniotemperaturowych utworów hydrotermalnych. Współwystępuje z tetraedrytem, tenantytem, cynkiem, sfalerytem, pirytem, antymonitem, chalkopirytem.
Miejsca występowania:
- Niemcy – Kopalnia Georg, Horhausen (Westerwald), Clausthal-Zellerfeld, Sankt Andreasberg/Oberharz, Neudorf/Unterharz,
- Wielka Brytania – Kornwalia,
- Francja – Puy de Dôme,
- Czechy – Příbram,
- Austria – Hüttenberg/Karyntia,
- Peru, Boliwia, USA – Utah, Włochy, Ukraina.

W Polsce – znany z Sudetów (kopalnia w Jabłowie k. Boguszowa-Gorców), znaleziony w Radzimowicach, Grudnie, okolicach Świeradowa-Zdroju i Złotego Stoku.

### Zastosowanie
- ważna ruda ołowiu – 42,5% Pb, miedzi – 13% Cu i antymonu – 24,8% Sb,
- minerał poszukiwany przez kolekcjonerów.